# Hubert de Luze
Pour les articles homonymes, voir Luze (homonymie).
Hubert de Luze, né au Taillan-Médoc en Gironde le 8 janvier 1928 et décédé à Paris le 22 mai 2004, est un auteur et éditeur français.
Docteur en ethnologie et anthropologie, spécialisé en ethnométhodologie notamment sur l'indexicalité, il signe de nombreux essais de sciences humaines, romans et pièces de théâtre[réf. nécessaire].
Musicien, il compose plusieurs pièces notamment pour piano et orchestre[réf. nécessaire].
Il est le fondateur des éditions Loris Talmart.

## Le compositeur

### Combat avec l'ombre,suite pour piano,(sous son pseudonyme Loris Talmart)
Cette pièce est dédiée à France Climat en souvenir de leur aventure théâtrale.
- Ouverture : Patrick
- Premier interlude : Désespoir - Apaisement - Apparition d'Olivier
- Deuxième interlude : Olivier
- Troisième interlude : Bonheur et appréhension vague
- Quatrième interlude : Passion profonde traversée de craintes
- Cinquième interlude : Déprime
- Sixième interlude : Blessure secrète
- Postlude : Patrick triomphant

### Qui?,suite pour piano,,(sous son pseudonyme Loris Talmart)
Cette pièce est dédiée à France Climat en souvenir de leur aventure théâtrale.
- Prélude
- Premier interlude
- Deuxième interlude
- Troisième interlude
- Quatrième interlude
- Cinquième interlude
- Sixième interlude
- septième interlude
- Finale

### Concerto romantique,en triple ré bémol majeur pour piano et orchestre "Les heures du jour"
Ce concerto est dédié à Philippe Larguèze pianiste et Dan Mercureanu chef d'orchestre.
Composition de l'orchestre : une petite flûte, deux grandes flûtes, deux hautbois, un cor anglais, deux clarinettes en sib, deux bassons, un contrebasson, trois cors en fa, trois trompettes en ut, deux trombones ténor, un tuba, quatre timbales, une paire de cymbale, un tam-tam, , premiers violons, seconds violons, alto, violoncelles, contrebasses (avec ut obligé) et piano solo.
- Élan du matin
- Flânerie mélancolique, l'après-midi
- Tumultes du soir

### Chant de peur et d'orgueil - marche funèbre pour trompette solo et orchestre
Cette pièce est dédiée à Philippe Cocu trompettiste et Dan Mercureanu chef d'orchestre
Composition de l'orchestre : une grande flûte, une flûte en sol, un hautbois, un cor anglais, une clarinette en sib, une clarinette basse en sib, un basson, un contrebasson, deux cors en fa, deux trompettes en ut, deux trombones ténor en ut, quatre timbales (trois grandes et une petite), une caisse claire, une grosse caisse, une cymbale suspendue, une paire de cymbales, un triangle, un tam-tam, trois Wood-blocks (aigu, moyen, grave), un jeu de cloches (deux tubes fa dièse et deux tubes do dièse), une trompette solo en ut, premiers violons, seconds violons, alto, violoncelles et contrebasses (avec cinquième corde)

### Symphonie lyrique
Le 17 novembre 2001 à la salle Pleyel à Paris a été créée sa symphonie lyrique dédiée à Carmen Moral et Nona Javakhidze. Cette symphonie se structure en quatre mouvements :
- Fougue
- Recueillement
- Effervescence
- Exaltation

### Méandres,pièces pour flûte et harpe
Cette pièce est dédiée à Frédéric Chatoux flûtiste et Benoït Wery harpiste.

### Divagations,concertino en mi bémol pour violon et orchestre
Cette pièce est dédiée à Frédérik Jongejans violoniste.

### Clairs de lune, chant (mezzo-soprano) et orchestre
Cette composition, trois mélodies pour mezzo-soprano et orchestre sur des poèmes de Victor Hugo, Alfred de Musset et Louis Bouilhet., est dédiée à Hervé Cren le "plus ancien et fidèle ami" du compositeur.
- Clairs de lune - Victor Hugo
- C'était dans la nuit brune... - Alfred de Musset
- Soulevant le rideau des ombres... - Louis Bouilhet

## Romans / Nouvelles / Poésie
- Cet enfant émerveillé, éditeur Buchet/Chastel-Corrêa, Paris , 1956
- Fantoches (paralogues), éditeur Loris Talmart, Paris , 02/1980
- L'étonnement, éditeur Loris Talmart, Paris , 1981
- Mirages, éditeur Loris Talmart, Paris , 06/1983
- Un, plusieurs, éditeur Loris Talmart, Paris , 01/1986
- Le pacte ou la méthodique aventure, éditeur Loris Talmart, Paris , 01/1988
- Multiples, éditeur Loris Talmart, Paris , 12/1989
- Tu ne te baigneras jamais deux fois dans le même fleuve, éditeur Loris Talmart, Paris, 05/1990
- 8760 heures, éditeur Loris Talmart, Paris , 02/1999
- Cahier autobiographique - Les travaux et les jours, éditeur Loris Talmart, Paris , 05/2005

## Essais
- Variations sarcastiques, éditeur Loris Talmart, Paris , 05/1987
- L'indexicalité, éditeur Loris Talmart, Paris , 02/1993
- La science de l'homme d'Hécatée de Milet à Harold Garfinkel, éditeur Loris Talmart, Paris , 10/1996
- Regard sur une morale ondulatoire, éditeur Loris Talmart, Paris , 12/1996
- Le précaire et le certain, éditeur Loris Talmart, Paris , 10/2003

## Théâtre
- Amours, délices..., éditeur Loris Talmart, Paris , 12/1991
- Combat avec l'ombre, éditeur Loris Talmart, Paris , 04/1993
- Qui ?, éditeur Loris Talmart, Paris , 06/1997
- Le jeune homme qui voulait être Dieu, éditeur Loris Talmart, Paris , 02/1998

## Compositions musicales
- Combat avec l'ombre, suite pour piano, éditeur Loris Talmart, Paris , (sous son pseudonyme Loris Talmart), 1993
- Qui ?, suite pour piano, éditeur Loris Talmart, Paris , (sous son pseudonyme Loris Talmart) 1997
- Concerto romantique, en triple ré bémol majeur pour piano et orchestre "Les heures du jour", éditeur Loris Talmart, Paris , 1998
- Chant de peur et d'orgueil - marche funèbre pour trompette solo et orchestre, éditeur Loris Talmart, Paris , 02/1999
- Symphonie lyrique en ré mineur, pour orchestre et mezzo-soprano, édition Loris Talmart, Paris , 09/2003
- Remords, pièce pour harpe, éditeur Loris Talmart, Paris ,
- Méandres, pièces pour flûte et harpe, éditeur Gérard Billaudot, Paris , 2003
- Divagations, concertino en mi bémol pour violon et orchestre, éditeur Loris Talmart, Paris , 2004
- Clairs de lune, chant (mezzo-soprano) et orchestre, éditeur Loris Talmart, Paris , 12/2004